# Michèle Arnaud
Michèle Arnaud, född Micheline Caré den 18 mars 1919 i Toulon, död 30 mars 1998 i Maisons-Laffitte i Yvelines, var en fransk sångerska.
Hon deltog år 1956 för Luxemburg i Eurovision Song Contest med två låtar: Ne crois pas och Les amants de minuit. Låtarna kom på delad andraplats tillsammans med de övriga låtar som inte vann.